# エレレート
エレレートは、グノーシス主義の天使の一人。『アルコーンの本質』において、アダムとイヴの娘であるノーレアがアルコーンに辱められそうになった時に、ノーレアの声に応えて天から降り立ち、彼女に啓示を与えた。ノーレアによると、エレレートの姿は黄金のようであり、雪のような衣服を着ている。